# 維斯蒙特學院
維斯蒙特學院（Westmont College）是位於美國加利福尼亞州圣塔芭芭拉的一所私立文理學院，成立於1937年。 2015年《美國新聞與世界報道》將其排在全文理學院中的第96位。

## 外部連結
- Official website （页面存档备份，存于）
- Official athletics website （页面存档备份，存于）